# Direito de propriedade intelectual (CRISPR)
Duas instituições (UC Berkeley e o Instituto Broad do MIT e Harvard) e a pesquisadora Emmanuelle Charpentier reivindicam o direito à propriedade intelectual. Eles deram origem a empresas que licenciaram a tecnologia para aplicações múltiplas - e em muitos casos sobrepostas - em terapias humanas, agricultura e indústria. 
Os cientistas detêm grandes participações em várias empresas. Ligadas a UC Berkeley são as empresas Intellia Therapeutics e Caribou Biosciences, ao Instituto Broad é a empresa Editas e ligadas a Emmanuelle Charpentier, Crispr Therapeutics e ERS Genomics.
CRISPR deixou o campo da ciência e tornou-se um negócio com iogurte. A indústria de laticínios utiliza a bactéria Streptococcus thermophilus para converter a lactose em ácido láctico, que faz o leite cremoso. Vírus chamados bacteriófagos podem atacar S. thermophilus, estragando a cultura de iogurte. Em 2007, Rodolphe Barrangou e Philippe Horvath estavam trabalhando em Danisco, quando descobriram que o genoma de S. thermophilus contém pedaços estranhos de repetidas sequências de DNA - o CRISPR, que o espanhol Francisco Mojica havia descrito em 1993 no genoma do micróbio salino Haloferax mediterranei. A equipe de Danisco descobriu que as sequências CRISPR correspondem ao DNA do fago, permitindo que S. thermophilus reconheça e combata infecções.
A DuPont, que adquiriu a Danisco em 2011, começou a usar as informações para criar S. thermophilus resistente a bacteriófagos para produção de iogurte e queijo. No entanto, a ideia de que o CRISPR poderia servir como uma ferramenta de edição de genoma de propósito geral não surgiu até 19 de dezembro de 2008. Sontheimer e Marraffini foram os primeiros a mostrar como o CRISPR protegia as bactérias: identificando e incapacitando o DNA dos invasores.
Merck KGaA, uma empresa alemã da indústria química e farmacêutica, recebeu uma patente para sua tecnologia CRISPR de edição de genoma na China, EUA, Brasil, Índia e Japão. Também obteve patentes semelhantes concedidas na Austrália, Canadá, Europa, Cingapura e Coreia do Sul.

## Processo
O Escritório de Marcas e Patentes dos Estados Unidos (USPTO), no entanto, rejeitou seu pedido de patente porque havia um milhão de perguntas sobre o mecanismo genônico.

Logo do Escritório de Marcas e Patentes dos Estados Unidos

Em 2011, Doudna co-iniciou Caribou Biosciences, uma empresa de ferramentas de pesquisa para explorar a possibilidade de que CRISPR poderia ser usado para simplificar a detecção de infecções virais como o HIV. Primeiro, Doudna e Charpentier descreveram um sistema CRISPR/Cas9 que poderia cortar DNA em um tubo de ensaio. Seis meses depois, em janeiro de 2013, Zhang (trabalhando com Marraffini), Church, Doudna e um quarto grupo relataram separadamente que poderiam exportar CRISPR/Cas9 para células humanas, o que significava que o sistema poderia ser posto a trabalhar em tratamentos médicos. Esse foi o momento em que Charpentier fez as rondas, conversando com um especialista do CRISPR após outro, incluindo Zhang, sobre a comercialização da tecnologia muito além das ferramentas de pesquisa que Caribou estava buscando. Mas a geografia interveio. a equipe de Doudna tinha um plano para ter sua sede na Suíça e ser apoiada por uma empresa da Califórnia, Zhang, por outro lado, teve a oportunidade de construir uma equipe em Boston. A parceria nascente entre o grupo de Doudna e Charpentier também se tornou tensa. Charpentier decidiu ir seu próprio caminho no que diz respeito ao seu envolvimento comercial.
Neste ponto, os investidores não estavam tropeçando sobre si mesmos para entrar em CRISPR. O campo só atraiu um importante investimento milionário, gerando novas empresas e novas rivalidades, depois que uma equipe liderada por Chad Cowan e Kiran Musunuru, de Harvard, mostrou em 4 de abril de 2013 na Cell Stem Cell que CRISPR era muito mais superior às ferramentas genomeediting existentes Os pesquisadores fizeram uma comparação paralela de CRISPR vs TALENs e CRISPR vs ZFN. A metodologia CRISPR, eles descobriram, era muito mais eficiente na criação das mutações direcionadas. Mas, naquela época, CRISPR era apenas mais uma tesoura.
Cowan e Musunuru se uniram com Church e Rossi, da Moderna Therapeutics, e começaram a explorar a formação de uma empresa CRISPR. Ao longo do caminho, eles aprenderam que a equipe de Charpentier e Zhang e seus colegas da Broad também estavam fazendo uma apresentação gigantesca projetada para influenciar a opinião para fins comerciais No final de 2013, Charpentier, Novak, Foy e Cowan tinham unido forças em CRISPR Therapeutics. Zhang, Church e Doudna ajudaram a fundar a Editas Medicine. Sontheimer, Marraffini, Rossi e Barrangou são co-fundadores da Intellia Therapeutics. Outras empresas farmacêuticas e de biotecnologia logo entraram, pagando taxas elevadas de licenciamento e colaboração para as startupes CRISPRes, bem como para o Broad Institute.
Essas empresas enfatizam que possuem linha de produção dedesenvolvimento distinta e estratégias de negócios. Por exemplo, a CRISPR Therapeutics e a Editas tornaram as doenças anemia falciforme e a distrofia muscular de Duchenne uma prioridade e a Intellia e a Editas têm programas que visam a deficiência de alfa-1-antitripsina no fígado e colaborações que se concentram na engenharia T para combater o câncer. A batalha de patentes levou a novas rupturas. Doudna, Charpentier e colaboradores (UC Berkeley) abriram um pedido de patente em maio de 2012, enquanto o grupo Broad não apresentou uma reivindicação de patente até dezembro. Mas Broad, que em breve arquivou mais 11 patentes para apoiar sua afirmação central de que a equipe de Zhang havia inventado o primeiro sistema CRISPR para editar células humanas, e pagou a USPTO para acelerar a revisão de suas aplicações O USPTO emitiu patentes CRISPR para a Broad em abril de 2014 antes de decidir sobre o pedido de patente anterior da UC Regents
Doudna deixou Editas algumas semanas depois que a patente foi concedida. Um ano depois, ela se tornou uma "co-fundadora" da Intellia. E, a pedido da UC Berkeley, a USPTO declarou uma patente "interferência" em 11 de janeiro de 2016, o que desencadeou uma disputa cara e contenciosa O Comitê de Julgamento e Recurso de Patentes dos EUA decidiu em 15 de fevereiro de 2017 em favor do Broad Institute na batalha sobre quem controla a propriedade intelectual ligada à ferramenta de edição do genoma do CRISPR Apesar de os Estados Unidos, inicialmente, terem se associado à equipe do Broad Institute, o Instituto Europeu de Patentes (EPO) anunciou em 23 de março sua "intenção de conceder uma patente" à Universidade da Califórnia por suas reivindicações de base ampla sobre a ferramenta de edição de genoma CRISPR/Cas. A nova decisão marca um forte afastamento da posição da USPTO.
O Escritório Europeu de Patentes (OEP), em 27 de julho 2017, sinalizou que pretende conceder uma patente à MilliporeSigma para o uso de CRISPR para unir informações genéticas em células eucarióticas. Entretanto, em 2018, O Escritório de Marcas e Patentes dos Estados Unidos (USPTO) concedeu a Emmanuelle Charpentier, co-fundador da ERS Genomics, a Universidade da Califórnia e Universidade de Viena, sua primeira patente americana cobrindo o uso de CRISPR/Cas9 para edição genética e uma patente para Universidade da Califórnia cobrindo o uso de CRISPR-Cas9 para edição de regiões do genoma de 10 a 15 nucleotídeos de comprimento.
Em 8 de fevereiro de 2019, o Escritório de Patentes e Marcas Registradas dos EUA em Alexandria, Virgínia, publicou um “aviso de subsídio” para a patente CRISPR da UC, solicitado em março de 2013.
O Escritório de Patentes e Marcas Registradas dos EUA, em 28/5/19, emitiu uma patente para a Universidade da Califórnia (UC), Universidade de Viena e bióloga francesa Emmanuelle Charpentier que cobre métodos de modulação da transcrição de DNA usando o sistema CRISPR-Cas9. A patente abrange técnicas que permitem a repressão específica por sequência ou a ativação da expressão gênica em todos os tipos de células, incluindo células procarióticas (bactérias) e eucarióticas (vegetais e animais).